# Faithfull Forever...
Faithfull Forever... es el tercer álbum estadounidense de la cantante británica Marianne Faithfull. Contenía «Some Other Spring», «Lucky Girl» y «I'm the Sky» como canciones exclusivas de este lanzamiento. Otros temas aparecieron más tarde en el álbum europeo Love in a Mist, aunque «Counting» presentara una mezcla diferente y «The First Time Ever I Saw Your Face», con coros regrabados, difiriera significativamente de la versión presentada en el álbum North Country Maid.

## Grabación, antecedentes y composición
Debido a que los álbumes americanos de Faithfull son compilaciones de diferentes sesiones, la mayor parte de las grabaciones pertenecen a su álbum "Love in a Mist", que comenzó en febrero de 1966 con la canción "In the Night Time", que entregó Donovan y luego la versionó para su álbum de 1967 "Mellow Yellow", bajo el título "Hampstead Incident". Otra entrega original fue "With You in Mind", escrita por Jackie DeShannon, quien también compuso canciones para su álbum debut, como "Come and Stay with Me" e "In My Time of Sorrow". En un principio, la canción fue escrita para Joe y Eddie, un dúo gospel-folk, cuya asociación terminó en agosto de 1966, cuando Joe Gilbert sufre un accidente automovilístico. Eric Woolfson escribió "Tomorrow's Calling", que fue sencillo en mayo de ese mismo año, junto a "That's Right Baby", como lado B, escrita y dirigida por Mike Leander, bajo el seudónimo de Michael Farr.
Entre las versiones se encuentran "The First Time Ever I Saw Your Face", diferente a la versión lanzada en el álbum "North Country Maid", una canción de amor, escrita por Ewan MacColl, originalmente para Peggy Seeger, "Counting" de Bob Lind, que fue sencillo en julio y también tiene una mezcla diferente a su versión europea. "Monday Monday", escrita por John Phillips, líder de la banda The Mamas & the Papas, quienes grabaron la primera versión. Según una entrevista a Pop Chronicles, una serie documental de radio, a Phillips la canción le llevó sólo 20 minutos. "Some Other Spring", una canción que Billie Holiday lanzó en 1939, con música de Arthur Herzog y letra de Irene Kitchings. "Lucky Girl", originalmente escrita por Les Reed, Barry Mason para Linda Saxone y "I'm the Sky" de la canta-autora Norma Tanega.
Otras dos versiones son pertenecientes a películas: "Ne me quitte pas", de la película francesa de 1964 "Los paraguas de Cherburgo", escrita por Michel Legrand y Jacques Demy; y "I Have a Love" de la película de 1961 "Amor sin Barreras", con música compuesta por Leonard Bernstein y letra de Stephen Sondheim.
En Sudáfrica, el álbum se lanzó después del sencillo "Is This What I Get for Loving You?", una versión de The Ronettes, escrita por Gerry Goffin, Carole King y Phil Spector, por lo cual se editó en el álbum como la primera canción, y se quitó de la lista "I'm the Sky".

## Publicación
Se publica por primera vez en agosto de 1966 en formato vinilo, tanto en estéreo como en mono, casete y cinta abierta. En Sudáfrica se editó en 1967, reemplazando "I'm the Sky" por "Is This What I Get for Loving You?".
Y, el 31 de julio de 2013 se edita en Japón en formato SHM-CD, que contiene el álbum original primero en mono y luego estéreo más tres pistas adicionales en mono: "Rosie, Rosie", que iba a ser lado B del sencillo "Hang Onto a Dream", un sencillo descartado que sería lanzado luego de "Counting". "Something Better" y "Sister Morphine", sencillo de 1969.

## Recepción y crítica
El 19 de noviembre de 1966, el álbum ingresó al Top 200 de Billboard, donde se posicionó en el número 147 por dos semanas.
La revista Record World escribió en su reseña, «Hay algo en la encantadora, incierta voz de Faithfull reminiscente a Gertrude Lawrence. Esta chica es extraordinariamente irresistible. Su "Ne Me Quitte Pas" de "Los paraguas de Cherburgo" es exquisita y las otras no se quedan atrás.»

## Lista de canciones
Todas las canciones producidas por Mike Leander. «Counting» y «The First Time Ever I Saw Your Face» presentaron versiones alternativas a las publicadas en el Reino Unido.

| Lado 1 |                                                             |                              |          |  |
| N.º    | Título                                                      | Escritor(es)                 | Duración |  |
| 1.     | «Counting»                                                  | Bob Lind                     | 2:52     |  |
| 2.     | «Tomorrow's Calling»                                        | Eric Woolfson                | 2:58     |  |
| 3.     | «The First Time Ever I Saw Your Face»                       | Ewan MacColl                 | 3:47     |  |
| 4.     | «With You in Mind»                                          | Jackie DeShannon             | 2:26     |  |
| 5.     | «In the Night Time»                                         | Donovan                      | 3:05     |  |
| 6.     | «Ne me quitte pas» (Love Theme from Umbrellas of Cherbourg) | Michel Legrand, Jacques Demy | 2:35     |  |

| Lado 2 |                     |                                     |          |  |
| N.º    | Título              | Escritor(es)                        | Duración |  |
| 1.     | «Monday Monday»     | John Phillips                       | 3:07     |  |
| 2.     | «Some Other Spring» | Arthur Herzog Jr., Irene Kitchins   | 2:30     |  |
| 3.     | «That's Right Baby» | Michael Farr (Mike Leander)         | 2:48     |  |
| 4.     | «Lucky Girl»        | Les Reed, Barry Mason               | 2:55     |  |
| 5.     | «I'm the Sky»       | Norma Tanega                        | 2:30     |  |
| 6.     | «I Have a Love»     | Stephen Sondheim, Leonard Bernstein | 2:50     |  |

- Versión sudafricana

| Lado 1 |                                       |                                         |                    |          |  |
| N.º    | Título                                | Escritor(es)                            | Productor(es)      | Duración |  |
| 1.     | «Is This What I Get for Loving You?»  | Gerry Goffin, Carole King, Phil Spector | Andrew Loog Oldham | 3:52     |  |
| 2.     | «Counting»                            |                                         |                    | 2:52     |  |
| 3.     | «Tomorrow's Calling»                  |                                         |                    | 2:58     |  |
| 4.     | «The First Time Ever I Saw Your Face» |                                         |                    | 3:47     |  |
| 5.     | «With You in Mind»                    |                                         |                    | 2:26     |  |
| 6.     | «In the Night Time»                   |                                         |                    | 3:05     |  |

| Lado 2 |                                                             |              |               |          |  |
| N.º    | Título                                                      | Escritor(es) | Productor(es) | Duración |  |
| 1.     | «Ne me quitte pas» (Love Theme from Umbrellas of Cherbourg) |              |               | 2:35     |  |
| 2.     | «Monday Monday»                                             |              |               | 3:07     |  |
| 3.     | «Some Other Spring»                                         |              |               | 2:30     |  |
| 4.     | «That's Right Baby»                                         |              |               | 2:48     |  |
| 5.     | «Lucky Girl»                                                |              |               | 2:55     |  |
| 6.     | «I Have a Love»                                             |              |               | 2:50     |  |

## Historial de lanzamiento a nivel mundial
| País           | Fecha de publicación | Formato       | Discográfica / Núm. cat.                       |
| -------------- | -------------------- | ------------- | ---------------------------------------------- |
| Estados Unidos | 1966                 | Vinilo        | London Records PS 482 (etéreo), LL 3482 (mono) |
| Estados Unidos | 1966                 | Cinta abierta | London Records LPX 70116                       |
| Canadá         | 1966                 | Vinilo        | London Records PS 452 (etéreo), LL 3452 (mono) |
| Sudáfrica      | 1967                 | Vinilo        | Decca LK 4466 (mono)                           |
| Estados Unidos |                      | Casete        | London Records LKX 57116, LK 57116             |
| Japón          | 31 de julio de 2013  | SHM-CD        | Universal Music UICY-75679                     |

## Créditos
Producción
- Organización y producción: Mike Leander
- Ingenieros: Gus Dudgeon y Vic Smith

Diseño
- Fotografía: Jean-Marie Perrier